# Blois
Blois este un oraș în Franța, prefectura departamentului Loir-et-Cher în regiunea Centru. Din 1995 este înfrățit cu orașul Sighișoara din România.

## Personalități născute aici
- Theobald al II-lea de Champagne (1090 - 1151), conte de Blois;
- Lithuisia de Blois (1094 - 1118), fiică a lui Guy I de Montlhéry;
- Ștefan de Blois (1095 - 1154), rege al Angliei⁠(d) (1135 - 1154);
- Ludovic al XII-lea (1462 - 1515), rege al Franței (1498 - 1515);
- Renata a Franței (1510 - 1574), prințesă, fiica regelui Ludovic al XII-lea al Franței;
- Florimond de Beaune (1601 - 1652), matematician;
- Marguerite Louise d'Orléans (1645 - 1721), prințesă, Mare Ducesă de Toscana;
- Émile Vernon (1872 - 1920), pictor;
- René Guénon (1886 - 1951), filozof mistic;
- Jean Dufay (1896 - 1967), astronom;
- Yves Gandon (1899 - 1975), scriitor;
- Emmanuel Salinger (n. 1964), actor, regizor, scenarist.